# Dacus fuscovittatus
Dacus fuscovittatus är en tvåvingeart som beskrevs av Graham 1910. Dacus fuscovittatus ingår i släktet Dacus och familjen borrflugor.
Artens utbredningsområde är Nigeria. Inga underarter finns listade i Catalogue of Life.